# هولي هيوز
هولي هيوز (بالإنجليزية: Holly Hughes)‏‏ (10 مارس 1955 في ساغيناو - ) روائية من الولايات المتحدة.

## الجوائز
- زمالة غوغنهايم
- جائزة لامدا الأدبية